# 佐賀県幼稚園の廃園一覧
佐賀県幼稚園の廃園一覧（さがけんようちえんのはいえんいちらん）は、佐賀県内の廃園になった幼稚園の一覧。対象となるのは、学制改革（1947年）以降に廃園となった幼稚園、および分園である。園名は廃園当時のもの。廃園時に幼稚園が所在した自治体がその後合併により消滅している場合は、現行の自治体に含める。また現在休園中の県内の幼稚園（分園）も、その多くは実質上、廃園と同じ状態にあるため参考として記載する。
（）内は、廃園になった年（休園の場合は、その措置が取られた年）である。

## 佐賀市
- 川久保幼稚園
- 海童幼稚園
- 兵庫幼稚園[1]（休園開始時期不詳）
- 富士幼稚園[1]（休園開始時期不詳）
- ひまわり幼稚園[2]（休園開始時期不詳）
- 犬尾幼稚園（1967年以降）[3]
- 中川副幼稚園（2011年大詫間幼稚園と統合し博愛の里幼稚園となり、2015年博愛の里こども園へ移行）[4]
- 大詫間幼稚園（2011年中川副幼稚園と統合し博愛の里幼稚園となり、2015年博愛の里こども園へ移行）[4]
- 神野幼稚園（2011年認定こども園神野幼稚園となり、2015年神野保育園と統合し神野こども園へ）[5]
- 川上幼稚園（2015年川上こども園へ移行）[6]
- 愛の泉幼稚園（2015年愛の泉保育園と統合し幼保連携型認定こども園愛の泉こどもの園へ）[7]
- 北川副幼稚園（2016年北川副保育園と統合し北川副こども園となり、2019年休園、2022年どんぐりこども園へ改称）[3]
- 藤影幼稚園（2016年幼稚園型認定こども園藤影幼稚園となり、2023年幼保連携型認定こども園ふじかげこども園へ移行）[8]
- アソカ幼稚園（2017年）[9]
- 光生幼稚園〈旧〉（2021年幼保連携型認定こども園光生幼稚園〈新〉へ移行）[10]
- 信光幼稚園〈旧〉（2023年7月31日幼保連携型認定こども園信光幼稚園〈新〉へ移行）[11]
- 佐賀市立本庄幼稚園（2024年佐賀市立成章保育所と統合し佐賀市立本庄こども園へ）[12]

## 唐津市
- 昭和幼稚園〈旧〉（2011年認定こども園昭和幼稚園〈新〉へ移行）[13]
- 唐津ルーテル幼稚園〈旧〉（2013年幼保連携型認定こども園唐津ルーテルこども園〈新〉へ移行）[14]
- 唐津市立厳木幼稚園（2019年）[15]
- 浜崎幼稚園〈旧〉（2019年幼保連携認定こども園浜崎幼稚園〈新〉へ移行）[16]
- 唐津市立唐津幼稚園（2021年）[17]

## 多久市
- 多久カトリック幼稚園

## 伊万里市
- 伊万里幼稚園〈旧〉（2015年幼保連携型認定こども園伊万里幼稚園〈新〉へ移行）[18]
- 伊万里市立波多津東幼稚園（2017年）[19]
- 伊万里市立黒川幼稚園（2023年）[20]

## 武雄市
- 武雄市立北方幼稚園（2018年）[21]
- 武雄カトリック幼稚園（2021年）[22]

## 鹿島市
- カナン幼稚園（休園）

## 小城市
- 小城幼稚園（2011年認定こども園小城幼稚園・わかば保育園となり、2015年わかば保育園と統合し認定こども園小城ルーテルこども園へ）[23]
- 小城市立芦刈幼稚園（2017年社会福祉法人芦刈福祉会あしかりこども園へ移行）[24]
- 小城市立三日月幼稚園〈旧〉（2021年[25]小城市立認定こども園三日月幼稚園〈新〉[26]へ移行）

## 嬉野市
- 和光幼稚園〈旧〉（2022年[27]認定こども園和光幼稚園〈新〉[28]へ移行）

## 神埼市
- 神埼幼稚園（2015年神埼こども園へ移行）[29]

## 杵島郡
- 大町幼稚園（2018年）[30]